# تی‌ئی‌تی
تی‌ئی‌تی (انگلیسی: TET) شرکت رسانه‌ای اوکراینی است، که در سال ۲۰۰۰ تأسیس شد.